# اورتا صلاح‌لی (آغ‌استفا)
اورتا صلاح‌لی (به لاتین: Orta Salahlı) یک منطقه مسکونی در جمهوری آذربایجان است که در شهرستان آغ‌استفا واقع شده است.